# Tudor Vladimirescu (okręg Teleorman)
Tudor Vladimirescu – wieś w Rumunii, w okręgu Teleorman, w gminie Salcia. W 2011 roku liczyła 866 mieszkańców.